# Ынтымак (Панфиловский район)
Ынтымак (каз. Ынтымақ, до 2018 г. — Нижний Пиджим) — село в Панфиловском районе Алматинской области Казахстана. Входит в состав Пиджимского сельского округа. Код КАТО — 195645300.

## Население
В 1999 году население села составляло 924 человека (475 мужчин и 449 женщин). По данным переписи 2009 года, в селе проживало 968 человек (503 мужчины и 465 женщин).